# ㄼ
ㄼ (reviderad romanisering: rieulbieup, hangul: 리을비읍) är en av elva konsonantkluster i det koreanska alfabetet. Den består av ㄹ och ㅂ.